# Karosseriewerke August Zschau
Die Karosseriewerke August Zschau waren deutsche Stellmacherbetriebe, die in Leipzig ansässig waren.
Der Betrieb wurde von August Zschau im Jahre 1875 eröffnet. Zwischen Erstem und Zweitem Weltkrieg wurden ausschließlich Cabriolets der Mittelklasse hergestellt. Es gab nur Serienfertigung; Einzelstücke entstanden nicht. In dieser Zeit hatte die Firma ca. 350 Mitarbeiter.
Nach dem Zweiten Weltkrieg wurde der Betrieb enteignet und floss als Karosserieteilewerk in den IFA in der DDR ein.

## Quelle
- Werner Oswald: Deutsche Autos 1920–1945. 10. Auflage. Motorbuch Verlag, Stuttgart 1996, ISBN 3-87943-519-7.